# Kirchnerismus
Kirchnerismus je sporné označení ideologie vztahující se k politice bývalého argentinského prezidenta Nestora Kirchnera a jeho manželky a nástupkyně Cristiny Fernández de Kirchner, kterou sami Kirchnerovi definovali a rozšířili. Kirchnerismus lze zařadit k levicovému či středolevému peronismu. Samotná Fronta za vítězství, která má kirchnerismus reprezentovat je frakcí peronistické Justicialistické strany. Z klasických ideologií lze kirchnerismus nejvíce přiblížit k sociální demokracii.
Za některé znaky kirchnerismu lze považovat silné prosazování ideje regionální spolupráce, která se projevuje například velkou podporou vzhledem ke sdružení Mercosur, které je kirchneristy částečně ovládáno. Typická je pro kirchnerismus notná dávka populismu a snaha o řešení reálných problémů v tajnosti. Kirchnerismus také podobně jako další levicová hnutí Latinské Ameriky kritizuje vliv a vměšování Spojených států do vnitřních záležitostí Latinskoamerických států a snaží se o jejich sjednocení, což je také v souladu s regionalismem. Dále se staví proti ekonomickému liberalismu a velmocenské zahraniční politice, proti které staví právě regionalismus. Někteří přičítají kirchnerismu veliké zásluhy v oblasti obrany lidských práv, zatímco jiní jej viní z vynucování ideologie a společenské manipulace. Obě tato tvrzení se zřejmě z určité části zakládají na pravdě.